# Bruay-sur-l’Escaut
Bruay-sur-l’Escaut település Franciaországban, Nord megyében. Lakosainak száma 11 584 fő (2022. január 1.). Bruay-sur-l’Escaut Raismes, Valenciennes, Saint-Saulve, Anzin, Beuvrages, Escautpont és Onnaing községekkel határos.

## Népesség
A település népességének változása:
| Lakosok száma | 12 097 | 11 643 | 11 727 | 11 449 | 11 311 | 11 258 | 11 325 | 11 309 | 11 584 |
|               | 2013   | 2015   | 2016   | 2017   | 2018   | 2019   | 2020   | 2021   | 2022   |